# Ogród krajobrazowy Claremont

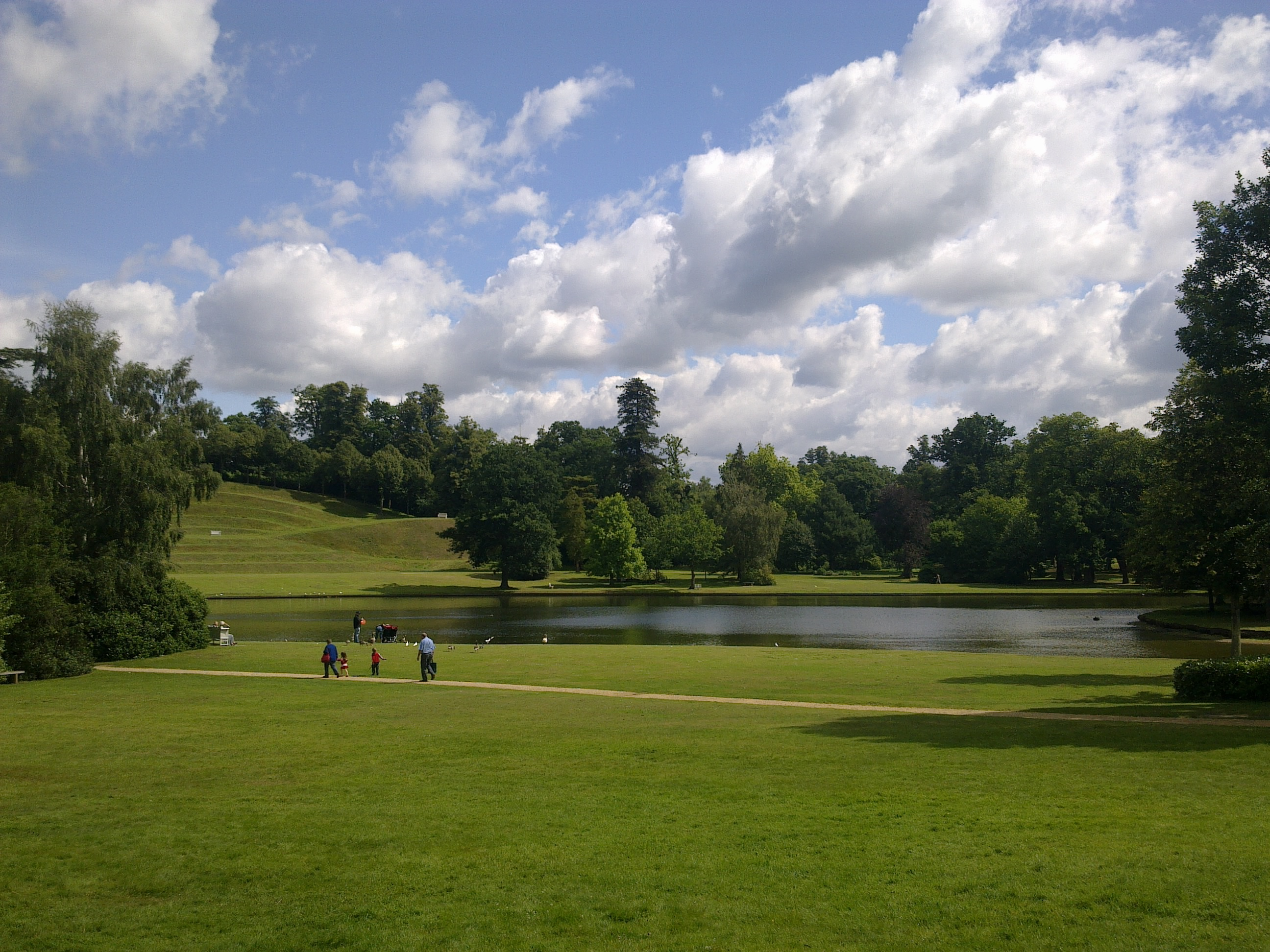
Ogród Claremont

Ogród krajobrazowy Claremont (Claremont Landscape Garden) leży koło Esher w Surrey. Jest jednym z najstarszych zachowanych ogrodów angielskich. Powstał przy dworze Claremont, jego autorami byli Charles Bridgeman, Capability Brown, William Kent i John Vanbrugh. Od 1949 w rękach National Trust.